# ناندا لوين
ناندا لوين هو مؤرخ موسيقى ‏ ومهندس كندي، ولد في 31 أغسطس 1971 في لندن في كندا.